# Alfred Klink
Alfred Klink (* 6. September 1952 in Calw) ist ein deutscher Koch.

## Werdegang
Nach der Ausbildung in Lauterbad ging Klink 1970 zum Parkhotel in Karlsruhe. Ab 1971 ging er für sechs Jahre in die Schweiz: Erst zum Kulm Hotel in St. Moritz, 1972 zum La Palma am Lac Locarno, 1974 zum Baur au Lac in Zürich und 1975 zum Hotel Atlantis ebenfalls in Zürich. 1978 wechselte er dann zum Hotel-Restaurant Erbprinz in Ettlingen.
1981 wurde er Küchenchef im Restaurant Zirbelstube des Luxushotels Colombi Hotel in Freiburg im Breisgau, das seit 1982 jährlich mit einem Michelin-Stern ausgezeichnet wurde. Der Schlemmer Atlas bewertete ihn seit 1997 mit der Bestnote von 5 Kochlöffeln und zählt ihn damit zu den „Spitzenköchen des Jahres“.
Im Sommer 2014 gab er nach 33 Jahren den Posten des Küchenchefs an Christoph Fischer ab, stand aber noch beratend zur Verfügung.

## Auszeichnungen
- 1982–2014: Ein Michelinstern für das Restaurant Zirbelstube
- 2012 Fünf Kochlöffel Schlemmer Atlas

## Publikationen
- Sterneküche. Profi-Rezepte für zuhause (Mitwirkung), Haedecke Walter (1999), ISBN 978-3-7750-0234-9.
- Gartenland in Kinderhand (Mitwirkung), Hampp Stuttgart;(2011), ISBN 978-3-942561-11-2.